# Traspando
Traspando (en asturiano y oficialmente Trespando) es una parroquia del concejo de Siero, en el Principado de Asturias (España). Alberga una población de 210 habitantes (INE 2011) en 102 viviendas. Ocupa una extensión de 27,18 km².

## Poblaciones
Según el nomenclátor de 2011 la parroquia está formada por las poblaciones de:
- Barrial (El Barrial en asturiano[1]) (lugar): 9 habitantes.
- La Brañuca (lugar): 6 habitantes.
- La Cabaña (lugar): 40 habitantes.
- La Capilla (lugar): 63 habitantes.
- Llamargón (lugar): 2 habitantes.
- El Molinón (lugar): 17 habitantes.
- El Pascual (El Pascuale) (lugar): 3 habitantes.
- La Quintana (lugar): 32 habitantes.
- La Recullá (Recullá) (lugar): 30 habitantes.
- La Vallina (lugar): 5 habitantes.
- La Viesca (lugar): 3 habitantes.

Aunque en el nomenclátor no aparecen como tal, tradicionalmente existen agrupaciones dentro de los lugares anteriores que son:
| - La Caleya - El Cantu - Los Carabales - La Cuesta | - La Facienda - La Gallega - La Llanca - El Molín | - La Peña - La Peñasca - La Peruyal - El Puente | - La Puma - El Toral - El Robedal - El Piqueru |